# Byron Talbot
Byron Talbot (ur. 15 września 1964 w Johannesburgu) – południowoafrykański tenisista.

## Kariera tenisowa
Jako zawodowy tenisista Talbot występował w latach 1988–2000.
Sukcesy odnosił głównie w grze podwójnej wygrywając łącznie 7 turniejów rangi ATP World Tour i dochodząc do 6 finałów.
Jednym z najlepszych sezonów w karierze Tablota był 1996 rok. Startował wtedy w parze z Liborem Pimkiem, z którym m.in. awansował do ćwierćfinału wielkoszlemowego Rolanda Garrosa, a także uczestniczył w turnieju ATP World Tour World Championships.
W rankingu gry pojedynczej Talbot najwyżej był na 229. miejscu (3 kwietnia 1989), a w klasyfikacji gry podwójnej na 20. pozycji (29 lipca 1996).

### Finały w turniejach ATP World Tour
| Nazwa                        |
| ---------------------------- |
| Wielki Szlem                 |
| Igrzyska olimpijskie         |
| ATP Tour World Championships |
| ATP Masters Series           |
| ATP Championship Series      |
| ATP World Series             |

#### Gra podwójna (7–6)
| Końcowy wynik | Nr | Data                 | Turniej      | Nawierzchnia    | Partner           | Przeciwnicy                      | Wynik finału  |
| ------------- | -- | -------------------- | ------------ | --------------- | ----------------- | -------------------------------- | ------------- |
| Finalista     | 1. | 23 lipca 1989        | Schenectady  | Twarda          | Brad Pearce       | Scott Davis Broderick Dyke       | 6:2, 4:6, 4:6 |
| Finalista     | 2. | 19 kwietnia 1992     | Hongkong     | Twarda          | Byron Black       | Brad Gilbert Jim Grabb           | 2:6, 1:6      |
| Zwycięzca     | 1. | 19 lipca 1992        | Stuttgart    | Ceglana         | Glenn Layendecker | Javier Sánchez Marc Rosset       | 4:6, 6:3, 6:4 |
| Zwycięzca     | 2. | 11 października 1992 | Tuluza       | Twarda (hala)   | Brad Pearce       | Guy Forget Henri Leconte         | 6:1, 3:6, 6:3 |
| Finalista     | 3. | 9 stycznia 1994      | Ad-Dauha     | Twarda          | Shelby Cannon     | Olivier Delaître Stéphane Simian | 3:6, 3:6      |
| Finalista     | 4. | 25 czerwca 1995      | Sankt Pölten | Ceglana         | Libor Pimek       | Bill Behrens Matt Lucena         | 5:7, 4:6      |
| Zwycięzca     | 3. | 6 sierpnia 1995      | Praga        | Ceglana         | Libor Pimek       | Jiří Novák David Rikl            | 7:5, 1:6, 7:6 |
| Zwycięzca     | 4. | 17 marca 1996        | Kopenhaga    | Dywanowa (hala) | Libor Pimek       | Wayne Arthurs Andrew Kratzmann   | 7:6, 3:6, 6:3 |
| Finalista     | 5. | 19 maja 1996         | Rzym         | Ceglana         | Libor Pimek       | Byron Black Grant Connell        | 2:6, 3:6      |
| Zwycięzca     | 5. | 21 lipca 1996        | Stuttgart    | Ceglana         | Libor Pimek       | Tomás Carbonell Francisco Roig   | 6:2, 5:7, 6:4 |
| Zwycięzca     | 6. | 29 lipca 1996        | Kitzbühel    | Ceglana         | Libor Pimek       | David Adams Menno Oosting        | 7:6, 6:3      |
| Finalista     | 6. | 9 marca 1997         | Rotterdam    | Dywanowa (hala) | Libor Pimek       | Jacco Eltingh Paul Haarhuis      | 6:7, 4:6      |
| Zwycięzca     | 7. | 21 czerwca 1998      | Nottingham   | Trawiasta       | Justin Gimelstob  | Sébastien Lareau Daniel Nestor   | 7:5, 6:7, 6:4 |